# آسپرمون، آلپ-ماریتیم
آسپرمون، آلپ-ماریتیم (به فرانسوی: Aspremont) یک کمون در فرانسه است که در آلپ-ماریتیم واقع شده‌است.

## خصوصیات
آسپرمون ۹٫۴۴ کیلومترمربع مساحت و ۲٬۱۸۷ نفر جمعیت دارد و ۵۳۰ متر بالاتر از سطح دریا واقع شده‌است.